# Troisième ciel
Le troisième ciel est un concept de la mythologie juive durant la période du Second Temple.

## L'Apocalypse de Moïse
L’Apocalypse de Moïse (La Vie d'Adam et Ève) est un récit mythique de la maladie et de la mort d'Adam. Dans Apoc. Moïse 37, l'archange Michel enterre le corps d'Adam dans le Paradis, le troisième ciel, pour attendre la résurrection :
Dans l’Henoch slave 8:5, le paradis des Justes est au troisième ciel.

## Deuxième lettre aux Corinthiens
Dans 2 Corinthiens 12:2 Paul écrit :
« Je connais un homme en Christ, qui fut, il y a quatorze ans, ravi jusqu'au troisième ciel si ce fut dans son corps je ne sais, si ce fut hors de son corps je ne sais, Dieu le sait. » (Louis Segond 1910)
Voltaire a répondu : « C'est pourtant le même homme qui ose dire qu'il a été ravi au troisième ciel, et qu'il y a entendu des paroles qu'il n'est pas permis de rapporter. […] Qu'entend-on par le ravissement de Paul au troisième ciel ? qu'est-ce qu'un troisième ciel ? »